# Konec (album)
Konec je čtvrté sólové album českého hudebníka Daniela Landy. Album bylo vydáno v roce 1999 vydavatelstvím EMI. Alba se prodalo 35 000 nosičů (rok 2000). Za toto album získal Zlatou a Platinovou desku.

## Seznam skladeb
1. Vrána (3:40)
2. Na obzoru ani mrak ani loď (3:33)
3. Osmý den chaosu (3:44)
4. Verbíři (2:55)
5. Když (3:58)
6. Třetí oko (3:18)
7. Rapsodie vlků (3:22)
8. Kyselá (3:00)
9. Slovanská bouře (4:05)
10. A kdo teda voddělal toho Fandu? (2:42)

K skladbě Na obzoru ani mrak ani loď byl natočen i videoklip.